# Pamela Martin (monteuse)
Pour les articles homonymes, voir Pamela Martin et Martin.
Pamela Martin est une monteuse américaine ayant travaillé sur les films Little Miss Sunshine et Fighter, qui lui vaut une nomination à l'Oscar dans la catégorie meilleure montage.

## Filmographie
- 1994 : Spanking the Monkey, de David O. Russell
- 1996 : Amnesia, de Kurt Voss
- 1996 : Ed's Next Move, de John Walsh
- 1996 : The Substance of Fire, de Daniel J. Sullivan
- 1997 : The House of Yes, de Mark Waters
- 1997 : My Perfect Journey, de Andrew D. Goode
- 1998 : Les Taudis de Beverly Hills (Slums of Beverly Hills), de Tamara Jenkins
- 2000 : Mafia parano (Gun Shy), de Eric Blakeney
- 2000 : Comment tuer le chien de son voisin (How to Kill Your Neighbor's Dog), de Michael Kalesniko
- 2001 : Bubble Boy, de Blair Hayes
- 2002 : Warning: Parental Advisory, de Mark Waters (TV)
- 2004 : Saved!, de Brian Dannelly
- 2005 : Secrets entre amis (en) (Life of the Party), de Barra Grant (en)
- 2006 : Little Miss Sunshine, de Jonathan Dayton et Valerie Faris
- 2009 : Be Bad ! (Youth in Revolt), de Miguel Arteta
- 2010 : Fighter (The Fighter), de David O. Russell
- 2017 : Battle of the Sexes de Jonathan Dayton et Valerie Faris
- 2018 : Operation Finale de Chris Weitz
- 2021 : La Méthode Williams (King Richard) de Reinaldo Marcus Green
- 2024 : Bob Marley: One Love de Reinaldo Marcus Green
- 2025 : Deliver Me from Nowhere de Scott Cooper

## Distinctions

### Nominations
- Oscar du meilleur montage pour Fighter aux Academy Awards (2007)
- Eddie du meilleur montage pour un film de comédie ou musical pour Little Miss Sunshine au American Cinema Editors (2007)
- Oscar du meilleur montage pour La Méthode Williams (2022)